# Замороженный заварной крем
Замороженный заварной крем — замороженный десерт, состоящий из яичных желтков в дополнение к сливкам и подсластителям (сахару или его альтернативе), а также с дополнительными ароматизаторами, такими как какао, ваниль или фрукты (клубника или персики). Обычно десерт хранят при более высокой температуре по сравнению с мороженым, и обычно он имеет более плотную и густую консистенцию.

## История
Яичные желтки были интегрированы в мороженое, по крайней мере, с 1690-х годов, хотя есть несколько примечательных историй изобретений, которые связаны с современной коммерциализацией этой практики.
Одна из первых коммерциализаций замороженного заварного крема была в Кони-Айленд, штат Нью-Йорк, в 1919 году, когда продавцы мороженого Арчи и Элтон Кор обнаружили, что добавление яичных желтков в мороженое создаёт более гладкую текстуру и помогает мороженому дольше оставаться холодным. В первые выходные на променаде Boardwalk было продано 18460 сортов.
На протяжении 1920-х годов популярность замороженного заварного крема распространилась от Кони-Айленда до передвижных карнавалов. Именно там теннисист Теодор Р. Дрюс-старший познакомился с этим лакомством, когда начал продавать его во Флориде, чтобы заработать дополнительные деньги во время зимнего межсезонья, сначала на передвижном карнавале в 1920-х годах, а затем в своём собственном киоске с заварным кремом в 1929 году. Он вернул бизнес в свой родной город Сент-Луис, штат Миссури, где в 1930 году открыл магазин Ted Drewes, в 1931 году — ещё одно заведение, а в 1941 году — три магазина. Ted Drewes часто называют родиной бетона, который представляет собой густой заварной крем, взбитый с примесями. Магазин заварного крема Ted Drewes в районе Датчтаун — старейший киоск с замороженным заварным кремом в мире.
Замороженный заварной крем был представлен на стенде на Всемирной выставке (1933) в Чикаго. После этого популярность десерта распространилась по всему Среднему Западу; Милуоки, штат Висконсин, в частности, стал известен как «неофициальная мировая столица замороженного заварного крема» (англ. «unofficial frozen custard capital of the world»).